# 蜻蛉迷宮
『蜻蛉迷宮』（かげろうめいきゅう）は、原作を谷川流、作画を菜住小羽がそれぞれ担当した漫画作品。電撃文庫MAGAZINEにて連載された。
編集プロデュースをプラン・エムオーが担当し、キャラクターメイキングは『GOSICK -ゴシック-』の武田日向が行っている。連載の再開は未定だが、単行本が2巻刊行されている。
キャッチコピーは｢これは、小説を愛する読者に贈る“漫画”」である。

## あらすじ
双子の兄・一史が突如出奔したということで、櫛木宗次は一度は出た家を継ぐために戻ってきた。義理の妹の櫛木波留巳、実の妹の櫛木曜子、腹違いの妹の荻原咲は、それぞれ立場が違うとはいえ、各々、帰りを喜んでくれるが、宗次は迷宮のような櫛木家に再び囚われるような感覚だった。
転校して新しく通う高校では、生徒の死が続いており、それを独自で調べようとする同級生の笹井由香子に手伝わされることになる。転校と同じタイミングで起きた事件の犯人に自分の身内を疑った宗次は、その場にいるはずのないのに存在する曜子や一史に問い詰める。
生きている者と生きているように見える死体は区別はつかず、姿が見えないものはいないも同然だ。世界から忘れ去られたときに本当の死は訪れるなら、生きている証は誰かに認識されることであろう。
なら、認識している目覚めるという終わりのない夢は現実と変わらないが、この日常は一体誰の見ている悪夢なのかと、思わずにいられない。

## 書誌情報
- 谷川流（原作）・菜住小羽（作画）・武田日向（キャラクター原案／デザイン） 『蜻蛉迷宮』 アスキー・メディアワークス<電撃コミックス>、既刊2巻
  1. 2009年8月10日発売[1]、ISBN 978-4-04-868067-7
  2. 2009年12月18日発売[2]）、ISBN 978-4-04-868301-2

## 参考資料
- 電撃文庫マガジン 付録 電撃マガジン文庫「蜻蛉迷宮 特別版」 2009年2月 発行